# Пихтијада у Сврљигу
Пихтијада у Сврљигу је туристичко-гастрономска и културна манифестација која се одржава у Сврљигу и посвећена је пихтијама, традиционалном српском јелу.
Манифестација новијег датума, под називом „Пихтијада”, одржава се од 2018. године у градском парку у Свљигу, на Крстовдан, 18. jануара. Организатор манифестације је Центар за туризам, културу и спорт, а покровитељ Oпштина Сврљиг.
Циљ манифестације је очување традициналног српског јела „Пихтија“, као и аутентичног начина припремања. Сама манифестација има и такмичарски карактер, учесници се међусобно такмиче у примреми за најукусније „Пихтије“.
Дегустација и проглашење победника се одвија сутрадан на празник Богојављење.